# Бернитт
Бернитт (нем. Bernitt) — община в Германии, в земле Мекленбург-Передняя Померания.
Входит в состав района Гюстров. Подчиняется управлению Бютцов Ланд. Население составляет 1785 человек (2009); в 2003 г. — 1881. Занимает площадь 73,33 км².

## Ссылки

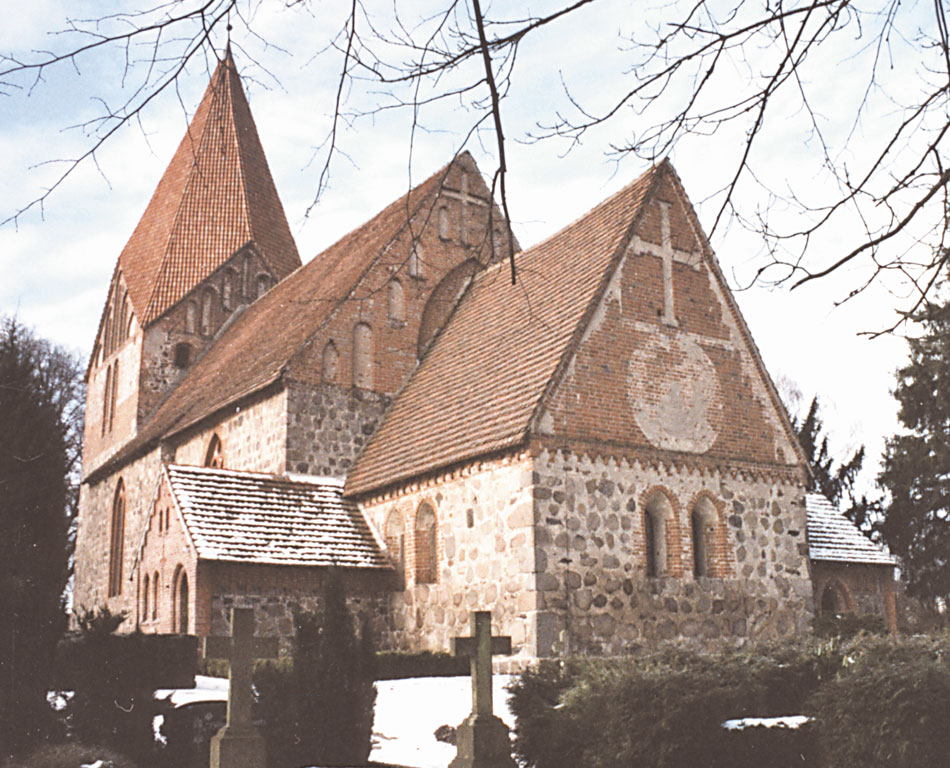
Кирха в Бернитте